# Bazoumana Touré
Bazoumana Touré, född 2 mars 2006, är en ivoriansk fotbollsspelare som spelar för TSG 1899 Hoffenheim i Bundesliga. 

## Karriär
Touré är uppväxt i Anoumabo(fr). Han började spela fotboll i Magic System men gick därefter till ASEC Mimosas ungdomsakademi. Touré gjorde två inhopp för A-laget i Caf Champions League.
I mars 2024 värvades Touré av Hammarby IF, där han skrev på ett femårskontrakt. Touré gjorde allsvensk debut den 25 april 2024 i en 2–1-förlust mot Halmstads BK, där han blev inbytt i den 66:e minuten mot Jusef Erabi.
Den 1 februari 2025 värvades Touré av tyska Bundesliga-klubben 1899 Hoffenheim.